# 乌坂城
乌坂城，又作乌阪城，是闽越的“拒汉六城”之一，遗址在今福建省邵武市城关东北方水北镇故县村北平山，临富屯溪。西汉初年，闽越王无诸下令建造乌坂城，以防止西汉入侵。1956年4月，考古人员在北平山进行探掘，发现一座土台。